# Szulammit Alloni
Szulammit Alloni (ur. 29 listopada 1928 we Włocławku, zm. 24 stycznia 2014 w Kefar Szemarjahu) – izraelska polityk, działaczka na rzecz praw człowieka, dziennikarka i nauczycielka. Deputowana do Knesetu w latach 1965-1969 i 1973-1996. Minister w rządach Icchaka Rabina i Szimona Peresa.

## Życiorys

### Młodość
Urodziła się w Polsce, chociaż sama wielokrotnie podawała różne informacje na ten temat. Dzieciństwo spędziła w Tel Awiwie, leżącym wówczas w brytyjskim Mandacie Palestyny. Jej rodzice byli imigrantami z Polski. Jej ojciec – Dawid Adler – był stolarzem, a matka – Judyta Adler – krawcową. Podczas II wojny światowej służyli w armii brytyjskiej. Uczęszczała wraz z młodszym bratem Mordechajem do szkoły w Ra’anannie, a następnie do szkoły rolniczej w Ben Szemen (jej brat utonął w basenie w Ben Szemen). Następnie uczyła się w kolegium nauczycielskim. Należała do żydowskiej organizacji młodzieżowej Ha-Szomer Ha-Cair. Podczas wojny domowej w Mandacie Palestyny i wojny o niepodległość służyła w Palmachu, a następnie w armii izraelskiej. Brała udział w bitwie o Stare Miasto w Jerozolimie, gdzie została wzięta do niewoli przez wojska jordańskie.
W 1953 ukończyła studia na wydziale prawa Uniwersytetu Hebrajskiego.

### Działalność polityczna
Wstąpiła do Mapai w 1959. W 1965 została wybrana po raz pierwszy do Knesetu z listy Koalicji Pracy (koalicji Mapai i Achdut ha-Awoda). Deputowana do Knesetu 6, 8, 9, 10, 11, 12 i 13 kadencji, w latach 1965-1969 i 1973-1996.
W latach 1957-65 producentka programów radiowych zajmujących się kwestiami przepisów prawa i procedur prawnych. W wyniku jednego z nich powołano Biuro rzecznika praw obywatelskich. W 1966 założyła Israel Consumer Council (organizację ochrony praw konsumentów) i przez 4 lata była jej przewodniczącą.
W 1973 założyła Ratz (רצ, Ruch dla Praw Obywatelskich i Pokoju), opowiadający się za reformą prawa wyborczego, rozdziałem religii i państwa oraz zmianami w Ustawie Zasadniczej Izraela gwarantującymi prawa człowieka. Jako przewodnicząca Ratzu była członkiem Knesetu w latach 1976-1996.
Od czerwca do listopada 1974 była ministrem bez teki w rządzie premiera Icchaka Rabina. Ustąpiła ze stanowiska po przystąpieniu do koalicji Narodowej Partii Religijnej (hebr. מפד"ל, Miflaga Datit Leumit, w skrócie Mafdal).
W wyniku połączenia w 1992 trzech partii: Ratz (רצ, Ruch dla Praw Obywatelskich i Pokoju), Mapam (מפ"ם, Partia Izraelskich Robotników) i Szinui (שינוי, „Zmiana”), powstało ugrupowanie parlamentarne Merec. Tworzące je partie popierały porozumienie z Palestyńczykami na podstawie kompromisu terytorialnego, utworzenia państwa palestyńskiego, prawa człowieka i obywatela oraz rozdział religii i państwa.
W latach 1992–1996 pełniła funkcje ministra edukacji, ministra bez teki oraz ministra komunikacji, nauki i technologii w rządach Icchaka Rabina i Szimona Peresa.
Po wyborze Josiego Sarida na przewodniczącego Merecu w 1996 roku, wycofała się z życia partyjnego.
W trakcie swojej kariery politycznej wspierała pokojowe współistnienie Arabów i Żydów. Uważała, że problemy mogą być rozwiązane na drodze tolerancji i wzajemnego zrozumienia obu stron. Przez wiele lat działała na rzecz pokoju i praw człowieka w Izraelu. Była jedną z najostrzejszych krytyków polityki Izraela wobec Palestyńczyków.

### Późniejsze życie
Po wycofaniu się z życia parlamentarnego była wykładowcą z zakresu praw człowieka i wpływu polityki na stanowienie prawa na Uniwersytecie Telawiwskim i Uniwersytecie Ben Guriona.
Zmarła w wieku 85 lat w domu rodzinnym w Kefar Szemarjahu.

## Życie prywatne
Od 1952 poślubiła Re’uwena Alloniego, późniejszego założyciela administracji ziemi państwowej w Izraelu oraz szefa administracji cywilnej. Byli małżeństwem przez 36 lat, aż do jego śmierci w 1988 i mieli trzech synów: Derora – komandor marynarki wojennej Izraela w stanie spoczynku, dyrektora gimnazjum Herclijja; Nimroda oraz Ehuda.

## Nagrody i wyróżnienia
- 1984 Nagroda Brunona Kreiskiego[7].
- 1998 Nagroda Praw Człowieka im. Emila Grünzweiga[7]
- 2000 Nagroda Izraela za całokształt działalności i wkład w rozwój społeczeństwa izraelskiego, pomimo protestów środowisk religijnych[4][7][8].

## Książki
- „Ezrach u-medinato” (hebr. אזרח ומדינתו, tłum. obywatel i jego kraj) – podstawowy podręcznik w zakresie obywatelstwa (I wyd. 1958, X wyd. 1986)
- „Zechujjot ha-jeled be-Jisra’el” (hebr. זכויות הילד בישראל, tłum. prawa dziecka w Izraelu) – 1964
- „Ha-Hesder – mi-medinat chok li-medinat halacha” (hebr. ההסדר – ממדינת חוק למדינת הלכה, tłum. Układ – od państwa prawa do państwa religijnego) – 1970
- „Naszim ki-wene adam”; (hebr. נשים כבני אדם, tłum. kobiety jako istoty ludzkie) – 1976
- „Lo jechola acheret” (hebr. לא יכולה אחרת, tłum. na to nie poradzę) – autobiografia polityczna (1997)
- „Demokratja ba-azikkim” (hebr. דמוקרטיה באזיקים, tłum. demokracja w kajdanach) – o stanie izraelskiej demokracji i ustępowaniu państwa świeckiego przed żądaniami grup religijnych (2008)[3][4][8].